# Sawbridge
Sawbridge – osada w Anglii, w hrabstwie Warwickshire, w dystrykcie Rugby. Leży 23 km na wschód od miasta Warwick i 117 km na północny zachód od Londynu.